# Gorska reševalna služba Kamnik
Gorska reševalna služba Kamnik je planinsko društvo in postaja Gorske reševalne službe Slovenije, ki je bila ustanovljena leta 1922.

## Odlikovanja in nagrade
Leta 1992 je služba prejela častni znak svobode Republike Slovenije z naslednjo utemeljitvijo: »za izjemne zasluge pri razvoju planinstva in varovanju človeških življenj«.